# Heliconia sclerotricha
Heliconia sclerotricha är en enhjärtbladig växtart som beskrevs av Abalo och G.Morales. Heliconia sclerotricha ingår i släktet Heliconia och familjen Heliconiaceae. Inga underarter finns listade.